# 新潟県道6号山北朝日線
新潟県道6号山北朝日線（にいがたけんどう6ごう さんぽくあさひせん）は、新潟県村上市を通る県道（主要地方道）である。

## 概要
村上市の海側を走る寒川地区の国道345号と、山側を走る蒲萄地区の国道7号とを結ぶ道路。この2路線は市内の勝木地区で合流するが、その間、旧・村上市地内以北で両路線を連絡する県道はこの県道6号が唯一である。

### 路線データ
- 陸上距離：10.3 km[要出典]
- 起点：村上市寒川（国道345号交点）
- 終点：村上市蒲萄字マキ（国道7号交点）

## 歴史
- 1993年（平成5年）5月11日 - 建設省から、県道山北朝日線が山北朝日線として主要地方道に指定される[1]。

## 地理

### 通過する自治体
- 村上市

### 交差する道路
- 国道345号（村上市寒川、起点）
- 国道7号（村上市蒲萄、終点）